# Галиррофий
Галиррофий (др.-греч. Ἁλιρρόθιος «заливаемый шумящим морем») — персонаж древнегреческой мифологии. Сын Посейдона и нимфы Эвриты (по другим данным, афинянин, сын Посейдона и Бафиклеи). Пытался изнасиловать Алкиппу (дочь Ареса и Агравлы), и Арес убил его на месте преступления. Это было возле источника в Афинах, рядом с которым позднее стоял храм Асклепия.
По этому поводу состоялся первый суд об убийстве в Афинах. Посейдон обратился к суду в составе 12 олимпийских богов, но суд оправдал Ареса. Поэтому суд стал называться ареопагом. Согласно «Паросской хронике», это произошло за 3 года до потопа, в правление Краная, то есть в 1531 году до н. э.. Учреждение ареопага нередко упоминается в литературе.
По другому варианту, Галиррофий был послан отцом срубить священную оливу Афины, но топор вырвался из рук Галиррофия и смертельно его ранил. Есть и другой рассказ о суде над топором.